# Mu المجمرة
Mu المجمرة Mu Arae (μ Ara / μ Arae) هو خامس أكبر نجم من النوع -G، ذو لون أصفر-برتقالي شبيه بالشمس. يبتعد مسافة 49.8 سنة ضوئية في كوكبة المجمرة ويمكن رؤيته بالعين المجردة. تبلغ كتلته حوالي 108% من كتلة الشمس تقريباً وأكبر منها بنسبة 32%.

## النظام الكوكبي
لنجم Mu المجمرة نظام كوكبي مكون من أربعة كواكب خارج المجموعة الشمسية..
| رفيق (بترتيب النجوم) | كتلة        | نصف محور (AU) | الفترة المدارية (يوم) | انحراف          | ميلان | نق |
| -------------------- | ----------- | ------------- | --------------------- | --------------- | ----- | -- |
| c (دولسينا)          | >0.03321 مJ | 0.09094       | 9.6386 ± 0.0015       | 0.172 ± 0.04    | —     | —  |
| d (روسينانت)         | >0.5219 مJ  | 0.921         | 310.55 ± 0.83         | 0.0666 ± 0.0122 | —     | —  |
| b (كيخوتي)           | >1.676 مJ   | 1.497         | 643.25 ± 0.90         | 0.128 ± 0.017   | —     | —  |
| e (سانشو)            | >1.814 مJ   | 5.235         | 4205.8 ± 758.9        | 0.0985 ± 0.0627 | —     | —  |